# San Michele Mondovì
San Michele Mondovì là một đô thị tại tỉnh Cuneo trong vùng Piedmont của Italia, vị trí cách khoảng 80 km về phía nam của Torino và khoảng 30 km về phía đông của Cuneo. Tại thời điểm ngày 31 tháng 12 năm 2004, đô thị này có dân số 2.064 người và diện tích 18,2 km².
San Michele Mondovì giáp các đô thị: Lesegno, Mombasiglio, Monasterolo Casotto, Niella Tanaro, Torre Mondovì và Vicoforte.